# Meden kladenets
Meden kladenets (bulgariska: Меден кладенец) är ett distrikt i Bulgarien.   Det ligger i kommunen obsjtina Tundzja och regionen Jambol, i den centrala delen av landet, 250 km öster om huvudstaden Sofia.
Trakten runt Meden kladenets består till största delen av jordbruksmark. Runt Meden kladenets är det ganska glesbefolkat, med 24 invånare per kvadratkilometer.